# Rimae Menelaus
Die Rimae Menelaus ist ein System von Mondrillen, das sich nördlich des Kraters Menelaus in der Ebene des Mare Serenitatis erstreckt.
Sie wurden 1978 von der IAU nach dem gleichnamigen Krater bzw. dem griechischen Astronomen und Mathematiker Menelaos benannt.